# Matthew Glaetzer
Matthew Glaetzer (Adelaide, 24 de agosto de 1992) é um ciclista australiano, especialista em velocidade do ciclismo de pista.
Ele terminou na honrada quarta colocação na prova de velocidade por equipes, disputada nos Jogos Olímpicos de Verão de 2012, em Londres. Foi o vencedor do campeonato mundial na perseguição por equipes, juntamente com Scott Sunderland e Shane Perkins.